# Cheltenham Saracens F.C.
Cheltenham Saracens FC là một câu lạc bộ bóng đá có trụ sở tại Cheltenham, Anh. Trực thuộc Gloucestershire County FA, đội bóng hiện thi đấu tại  và có sân nhà ở Petersfield Park.

## Danh hiệu
- Hellenic League
  - Nhà vô địch Division One mùa giải 1999–2000
- Gloucestershire Primary Challenge Cup
  - Nhà vô địch mùa giải 1971–72
- Gloucestershire Senior Amateur Cup
  - Nhà vô địch mùa giải 1991–92
- Cheltenham Minor Charities Cup
  - Nhà vô địch mùa giải 2009–10

## Thống kê
- Thành tích tốt nhất tại hạng đấu: thứ 11 tại Hellenic League Premier Division mùa giải 2012–13
- Thành tích tốt nhất tại FA Cup: Vòng sơ loại đầu tiên mùa giải 2015–16[1]
- Thành tích tốt nhất tại FA Vase: Vòng một mùa giải 2012–13[1]
- Kỷ lục khán giả đến sân: 327 người trong trận đấu với Harrow Hill, 31 tháng 8 năm 2003[2]